# 莱尼亚
莱尼亚（法語：Légna，法語發音：[leɲa]）是法国汝拉省的一个旧市镇，属于隆斯勒索涅区。

## 地理
莱尼亚（46°25'37"N, 5°35'38"E）面积10.3 平方千米，位于法国勃艮第-弗朗什-孔泰大區汝拉省，该省份为法国东部内陆省份，北起上索恩省，西北接科多尔省，西临索恩-卢瓦尔省，南至安省，东与杜省和瑞士接壤。
与莱尼亚接壤的市镇（或旧市镇、城区）包括：费蒂尼、阿兰托、塞尔农、萨维尼亚。
莱尼亚的时区为UTC+01:00、UTC+02:00（夏令时）。

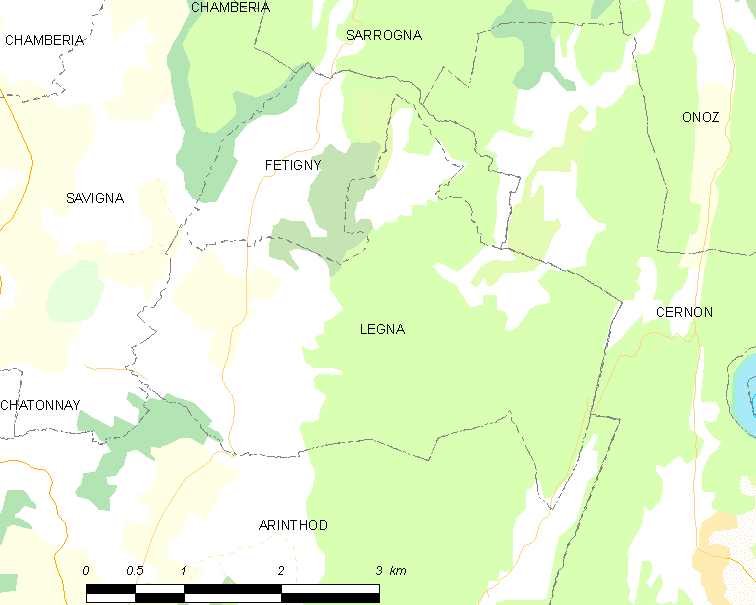
莱尼亚的OSM定位图

## 行政
莱尼亚的邮政编码为39240，INSEE市镇编码为39290。

## 政治
莱尼亚所属的省级选区为穆瓦朗昂蒙塔涅县。

## 人口

1962-2008年间莱尼亚人口变化图示

莱尼亚于2013时的人口数量为203人。